# Autsajder
Autsajder è un film del 2018 diretto da Adam Sikora.

## Trama
Polonia, anni '80. Dopo che nel suo appartamento sono stati rinvenuti scritti contro il governo, lo studente Franek viene accusato di essere un collaborazionista e rinchiuso in prigione.

## Distribuzione
In Italia il film è giunto solamente nel 2021, trasmesso da Netflix in lingua originale con sottotitoli in italiano.

## Riconoscimenti
- 2018 - Festival del cinema di Gdynia[1]
  - Nomination Miglior film